# Alexander Estis

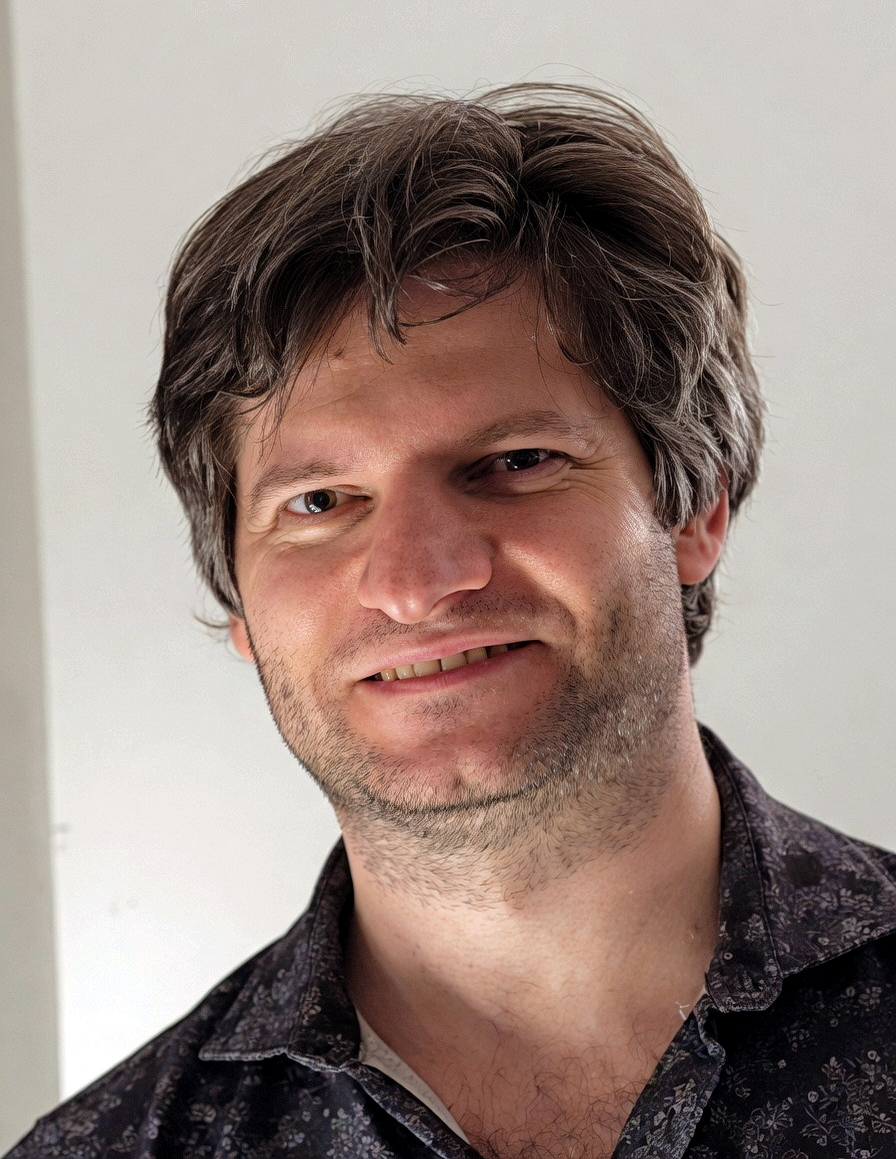
Alexander Estis (2018)

Alexander Estis (russisch Александр Николаевич Эстис; * 20. September 1986 in Moskau) ist ein Schweizer Schriftsteller, Übersetzer und Journalist. Er schreibt hauptsächlich auf Deutsch.

## Biografie
Alexander Estis wurde in die jüdische Familie der sowjetischen Künstler Nikolai Estis und Lydia Schulgina geboren. Seine väterlichen Halbgeschwister sind die Museumsfachfrau Elena Estis (* 1958) und der Künstler Oleg Estis (1964–1999). Von Kindheit an beschäftigte er sich mit Zeichnen. Er besuchte Kunstschulen und erhielt Privatunterricht. Im Jahr 1996 zog die Familie als jüdische Kontingentflüchtlinge nach Hamburg.
Er absolvierte die Johannes-Brahms-Schule in Pinneberg, von der er 2004 abging. 2010 schloss er sein Studium im Fachbereich Sprachen an der Fakultät für Geisteswissenschaften der Universität Hamburg ab. Er unterrichtete Zeichnen, Latein, Deutsch und Neuere Deutsche Literatur am Gymnasium Heidberg (Hamburg) und am Collège Calvin (Genf) sowie mittelalterliche deutsche Literatur und historische Sprachwissenschaft an den Universitäten Hamburg, Freiburg, Genf, Zürich und der School of Management and Law der Zürcher Hochschule für Angewandte Wissenschaften.
Seit 2016 lebt Estis in Aarau. Er hält Vorträge über Literatur, gibt Kurse in Literaturwissenschaft und tritt regelmäßig im Radiosender Deutschlandfunk Kultur auf.
Als Schriftsteller arbeitet Estis hauptsächlich im Genre der Flash Fiction (Aphorismen, lyrische und szenische Miniaturen, Glossen, Mikroerzählungen, Epigramme, Essays), wobei er Elemente des Essayismus und der spekulativen Fiktion, satirische und tragische Mittel sowie traditionelle und rhythmische Prosa verbindet. Er arbeitet mit den deutschen Verlagen Hochroth und parasitenpresse zusammen und gleichzeitig als Rezensent, Beobachter und Kolumnist für führende deutschsprachige Medien, darunter Die Zeit, Frankfurter Allgemeine Zeitung, Frankfurter Rundschau, nd, Süddeutsche Zeitung, The European, (Deutschland), Neue Zürcher Zeitung, WOZ Die Wochenzeitung (Schweiz). Er ist Autor von sieben Kurzprosa-Büchern: Sprüche des Russen (2019), Stellungnahmen zum Kulturbetrieb (2019), Langenthaler Wortgeschichten (2021), Handwörterbuch der russischen Seele (2021), Legenden aus Kalk (2022), Das Rondell (2022), Fluchten (2022) und BUGS (2024). Seine prosaischen Werke, Übersetzungen, kritischen und philologischen Artikel wurden in renommierten Literaturzeitschriften und Zeitungen wie Sinn und Form (Deutschland), Lichtungen (Österreich), entwürfe (Schweiz), Inostrannaja literatura, Literaturnaja učëba, Nesawissimaja gaseta (Russland) usw. veröffentlicht.
Alexander Estis ist Mitglied der Autorinnen und Autoren der Schweiz und des deutschen Exil-P.E.N. Er wurde mit mehreren Literaturpreisen und Stipendien ausgezeichnet, unter anderem mit dem Banater Rolf Bossert Gedächtnispreis (2020), dem Schweizer Lydia-Eymann-Stipendium (2020–2021) und dem Kurt-Tucholsky-Preis (2023). 2023 war er Stadtschreiber in Dortmund. Die sächsische Landeshauptstadt Dresden vergab ihr Stadtschreiber/in-Stipendium 2025 an Estis.

## Bibliografie

### Bücher
Auf Deutsch
- Alexander Estis, mit Zeichnungen von Lydia Schulgina: Sprüche des Russen. Hochroth Verlag, Bielefeld [u. a.] 2019, ISBN 978-3-903182-17-2.
- Alexander Estis, mit Karikaturen von Oleg Estis: Stellungnahmen zum Kulturbetrieb. Amsel Verlag, Zürich 2019, ISBN 978-3-906325-42-2.
- Alexander Estis, mit Illustrationen des Autors: Langenthaler Wortgeschichten. Herausgeber Verlag, Langenthal 2021, ISBN 978-3-905939-79-8.
- Alexander Estis, mit Zeichnungen von Lydia Schulgina: Handwörterbuch der russischen Seele. parasitenpresse, Köln 2021, ISBN 978-3-947676-70-5.
- Alexander Estis: Legenden aus Kalk. Erzählungen der Menschen eines Kölner Veedels, nacherzählt von Alexander Estis. parasitenpresse, Köln 2022, ISBN 978-3-947676-81-1.
- Alexander Estis, unter Mitwirkung von Emina Faljić und Thomas Dahl, mit Fotos von Fadi Elias: Das Rondell. Geschichten von Menschen auf Kölner Straßen. 2022, ISBN 978-3-9880500-8-3.
- Alexander Estis, mit Graphiken von Nikolai Estis: Fluchten. Edition Mosaik, Salzburg 2022, ISBN 978-3-9505298-2-1.
- Alexander Estis: BUGS. Verlag Literatur Quickie, Hamburg 2024, ISBN 978-3-949512-36-0.

### Übersetzungen
Ins Deutsche
- Margarita Chemlin, aus dem Russischen von Alexander Estis: Dinge ohne Tod. In: Variations. Nr. 26, 2018, S. 123–132 (estis.ch).
- Lydia Schulgina, Text und Illustrationen von Lydia Schulgina. Aus dem Russischen übersetzt von Alexander Estis: Kommt auf einen Tee vorbei! Amsel Verlag, Zürich 2019, ISBN 978-3-906325-45-3.